# Ginásio Municipal de Esportes Castelo Branco
O Ginásio Municipal de Esportes Castelo Branco, mais conhecido como Gigantão, é um ginásio poliesportivo localizado no bairro na Fonte Luminosa, no município de Araraquara, no estado de São Paulo, Brasil, com capacidade para 3.700 espectadores sentados, com investimentos para ser palco de partidas internacionais de basquete, voleibol, futsal e handebol.

## História
É um dos mais famosos complexos esportivos do interior do Estado de São Paulo, com arquitetura única e apelidado de Gigantão, foi iniciada sua construção em 1967 na gestão do prefeito Rômulo Lupo, e a conclusão da obra ocorreu em 1969 na gestão do prefeito Rubens Cruz, sendo palco de grandes disputas esportivas e eventos culturais
Foi "batizado" com nome de Ginásio Municipal de Esportes Castelo Branco em 5 de setembro de 1969 por meio do Decreto nº 3251/69, e muitos achavam que o nome era em homenagem ao ex-presidente militar, Marechal Humberto de Alencar Castelo Branco, morto em 1967, fato que não foi desmentindo pelo então prefeito, mas a intenção era homenagear a esposa e o sogro, que tinham como sobrenome "Castelo Branco", a primeira chamada de Maria Thereza Castelo Branco Cruz, e um dos filhos do casal, Rubens Castelo Branco Cruz.
O Gigantão foi inaugurado no dia 11 de outubro de 1969, precedendo em uma semana a realização dos Jogos Abertos do Interior; foram as seleções masculinas e femininas de voleibol e basquete da cidade de Araraquara que de fato inauguraram oficialmente a quadra do ginásio em 16 de outubro de 1969 para preparação dos referidos jogos.
Também abrigou Carnavais, Jogos da Primavera, Jogos do Colégio Duque de Caxias, apurações das eleições, feiras, Jogos Regionais do Idoso, formaturas, eventos religiosos, bingos beneficentes, enfim, tudo acontecia no Gigantão. As lutas com Maguila, Luiz Faustino Pires, entre outros pugilistas.
Em 8 de abril de 2019, o Ministério Público pede a interdição do ginásio por problemas estruturais. A Prefeitura informou que ainda não foi oficialmente notificada e afirma que o ginásio é seguro e conseguiu derrubar a liminar e o ginásio está sendo usado normalmente.

## Eventos

### Musicais e outros
- Em 1969 - Periquitos em Revista – Patinação Artística do Palmeiras[3];
- Em 1977 e 1981 - Maestro Ray Coniff e sua orquestra[3];
- Em 1978 e 1982 - Holliday On Ice[3];
- Década de 1970 - A tropa dos Trapalhões com Renato Aragão (Didi), Dedé Santana, Antônio Carlos Mussum e Zacharias levou uma multidão ao gigantão em um divertido show. O cantor Roberto Carlos se apresentou em duas oportunidades neste palco[3].
- Em 1988 - Raul Seixas, Ney Matogrosso, Milton Nascimento, Simone, Gilberto Gil, Lulu Santos, Titãs, Gal Costa, Angélica estão na galeria de shows marcantes no ginásio. As bandas RPM, Paralamas do Sucesso, Titãs, Legião Urbana, Ultraje a Rigor, Mamonas Assassinas encantaram gerações nas arquibancadas do ginásio. O público sertanejo aplaudiu Chitãozinho e Xororó, Leandro e Leonardo, João Mineiro e Marciano, Rio Negro e Solimões, entre outros.

### Esportivos
- Em 1971 - Campeonato Mundial Feminino de Basquete[3];
- Em 1971 - 1ª FAIRA, Feira Agro-Industrial da Região de Araraquara[3]´;
- Em 1971/1972 - Concurso de Miss Araraquara[3];
- Em 1975 - Campeonato Sul-Americano de Basquete Juvenil; competição que a seleção brasileira sagrou-se campeã ao derrotar a seleção argentina com público de 10 mil pessoas[carece de fontes?], que contou com as representações da Bolívia, Chile, Paraguai, Peru, Venezuela, e revelou talentos como Oscar Schmidt, Marcel Souza, Guerrinha e outros.
- Em 1979 - Final do Campeonato Paulista de Basquete Masculino de 1979, jogo desempate entre Esporte Clube Sírio|Sírio]] e Francana, vencida pelo time do Sírio por 96 a 94.
- Foi palco do voleibol na década de 90, época que o Lupo Náutico quando disputava a elite do voleibol paulista e nacional, atletas como Giovane Gávio, Tande, Mauricio Lima, Bernardinho, entre outros[3].
- Em 1999 - O Gigantão acolheu os 63º Jogos Abertos do Interior, com projeção do basquete masculino rumo à divisão principal, sendo o Araraquara Basquete, vice-campeão nacional em 2002, e duas vezes vice-campeão paulista (2001 e 2002)[3].
- Em 2008 - A Liga Araraquarense de Futebol de Salão promoveu emocionantes campeonatos da modalidade com disputas regionais da equipe WL Decolores, com o Gigantão completamente lotado, a Seleção Brasileira de Futsal venceu a Venezuela por 6 a 0[3].
- Em 2017 - Final do NBB 2016-17 entre Bauru e Paulistano, vencida pelo time bauruense.